# Liste der griechischen Meister im Schach
Die Liste der griechischen Meister im Schach enthält die Sieger aller griechischen Einzelmeisterschaften.

## Allgemeines
Der Titel des griechischen Meisters wurde erstmals 1949 ausgespielt, nachdem zuvor bereits vier inoffizielle Meisterschaften ausgetragen wurden. Von wenigen Ausnahmen abgesehen wird der Wettbewerb seitdem jährlich ausgetragen. Rekordmeister ist Vasilios Kotronias, der den Titel zehnmal gewann. 
Die Meisterschaft der Frauen wurde erstmals 1978 ausgetragen (1947 wurde eine inoffizielle Meisterschaft gespielt, die Mousina Klio gewann) und findet seitdem jährlich statt. Rekordmeisterinnen sind Anna-Maria Botsari und Marina Makropoulou mit je acht Titeln.

## Inoffizielle Meisterschaften
| Jahr | Meister               |
| ---- | --------------------- |
| 1934 | Dimitrios Papantoniou |
| 1935 | Stavros Fryganas      |
| 1947 | Marios Mikrouleas     |
| 1948 | Christos Mylonas      |

## Griechische Meister
| Jahr | Offene Meisterschaft        | Meisterschaft der Frauen           |
| ---- | --------------------------- | ---------------------------------- |
| 1949 | Fotis Mastihiadis           |                                    |
| 1950 | Dimitrios Parliaros         |                                    |
| 1951 | Georgios Gaitanaros         |                                    |
| 1952 | Georgios Gaitanaros         |                                    |
| 1953 | Georgios Gaitanaros         |                                    |
| 1954 | Dimitrios Parliaros         |                                    |
| 1956 | Triantafyllos Siaperas      |                                    |
| 1957 | Panayotis Panagopoulos      |                                    |
| 1958 | Haralabos Siggelakis        |                                    |
| 1959 | Alexandros Angos            |                                    |
| 1960 | Anastasios Anastasopoulos   |                                    |
| 1961 | Anastasios Anastasopoulos   |                                    |
| 1962 | Christos Kokkoris           |                                    |
| 1963 | Konstantinos Hatziotis      |                                    |
| 1964 | Aristidis Paidoussis        |                                    |
| 1965 | Lazaros Vizantiadis         |                                    |
| 1966 | Lazaros Vizantiadis         |                                    |
| 1967 | Anastasios Anastasopoulos   |                                    |
| 1969 | Christos Kokkoris           |                                    |
| 1970 | Christos Kokkoris           |                                    |
| 1971 | Georgios Makropoulos        |                                    |
| 1972 | Triantafyllos Siaperas      |                                    |
| 1973 | Georgios Makropoulos        |                                    |
| 1974 | Miltiadis Grigoriou         |                                    |
| 1975 | Georgios Makropoulos        |                                    |
| 1976 | Panayotis Balaskas          |                                    |
| 1977 | Georgios Makropoulos        |                                    |
| 1978 | Georgios Makropoulos        | Artemis Fouriki                    |
| 1979 | Panayotis Balaskas          | Artemis Fouriki                    |
| 1980 | Georgios Makropoulos        | Artemis Fouriki                    |
| 1981 | Spyridon Skembris           | Maria Petraki                      |
| 1982 | Nikolaos Skalkotas          | Katerina Nika                      |
| 1983 | Efstratios Grivas           | Katerina Nika                      |
| 1984 | Spyridon Skembris           | Eva Kondou                         |
| 1985 | Georgios Makropoulos        | Eva Kondou                         |
| 1986 | Vasilios Kotronias          | Froso Kasioura, Anna-Maria Botsari |
| 1987 | Vasilios Kotronias          | Eva Kondou                         |
| 1988 | Vasilios Kotronias          | Anna-Maria Botsari                 |
| 1989 | Spyridon Skembris           | Maria Petraki                      |
| 1990 | Vasilios Kotronias          | Marina Makropoulou                 |
| 1991 | Vasilios Kotronias          | Aspasia Giaidzi                    |
| 1992 | Vasilios Kotronias          | Eva Kondou                         |
| 1993 | Spyridon Skembris           | Maria Petraki                      |
| 1994 | Vasilios Kotronias          | Marina Makropoulou                 |
| 1995 | Ioannis Nikolaidis          | Ekaterini Fakhiridou               |
| 1996 | Efstratios Grivas           | Marina Makropoulou                 |
| 1997 | Ioannis Papaioannou         | Anna-Maria Botsari                 |
| 1998 | Ioannis Papaioannou         | Marina Makropoulou                 |
| 1999 | Ioannis Papaioannou         | Marina Makropoulou                 |
| 2000 | Christos Banikas            | Maria Kouvatsou                    |
| 2001 | Christos Banikas            | Anna-Maria Botsari                 |
| 2002 | Christos Banikas            | Anna-Maria Botsari                 |
| 2003 | Christos Banikas            | Ekaterini Fakhiridou               |
| 2004 | Christos Banikas            | Marina Makropoulou                 |
| 2005 | Christos Banikas            | Ekaterini Fakhiridou               |
| 2006 | Vasilios Kotronias          | Anna-Maria Botsari                 |
| 2007 | Ioannis Papadopoulos        | Marina Makropoulou                 |
| 2008 | Christos Banikas            | Anna-Maria Botsari                 |
| 2009 | Christos Banikas            | Vera Papadopoulou                  |
| 2010 | Vasilios Kotronias          | Anna-Maria Botsari                 |
| 2011 | Antonios Pavlidis           | Marina Makropoulou                 |
| 2012 | Antonios Pavlidis           | Ekaterini Pavlidou                 |
| 2013 | Sotirios Malikentzos        | Ekaterini Pavlidou                 |
| 2014 | Vasilios Kotronias          | Haritomeni Markantonaki            |
| 2015 | Athanasios Mastrovasilis    | Ekaterini Pavlidou                 |
| 2016 | Antonios Pavlidis           | Stavroula Tsolakidou               |
| 2017 | Ioannis Nikolaidis          | Ekaterini Pavlidou                 |
| 2018 | Athanasios Mastrovasilis    | Ioulia Makka                       |
| 2019 | Stamatis Kourkoulos-Arditis | Haritomeni Markantonaki            |
| 2021 | Athanasios Mastrovasilis    | Haritomeni Markantonaki            |
| 2022 | Georgios Mitsis             | Marina Makropoulou                 |
| 2023 | Stamatis Kourkoulos-Arditis | Maria-Anna Stefanidi               |
| 2024 | Stamatis Kourkoulos-Arditis | Georgia Grapsa                     |